# Villa Comerio
Villa Comerio è un edificio sito al di fuori del perimetro storico di Busto Arsizio, in provincia di Varese. Fu edificata nel 1923 per volere dell'industriale Ercole Comerio che volle costruire la sua residenza accanto alla sua azienda, la Comerio Ercole, fondata nel 1885. Il progetto è dell'architetto marnatese Camillo Crespi Balbi.

## Storia
La villa fu fatta edificare all'angolo tra le vie Magenta e Silvio Pellico, a poca distanza dal centro storico cittadino e adiacente all'azienda Comerio Ercole (che sorgeva nell'area oggi occupata dal parco Comerio). Rimase di proprietà della famiglia Comerio fino al 1977, quando fu acquistata dal Comune di Busto Arsizio. È oggi sede della scuola dell’infanzia “Bianca Garavaglia”.

## Architettura

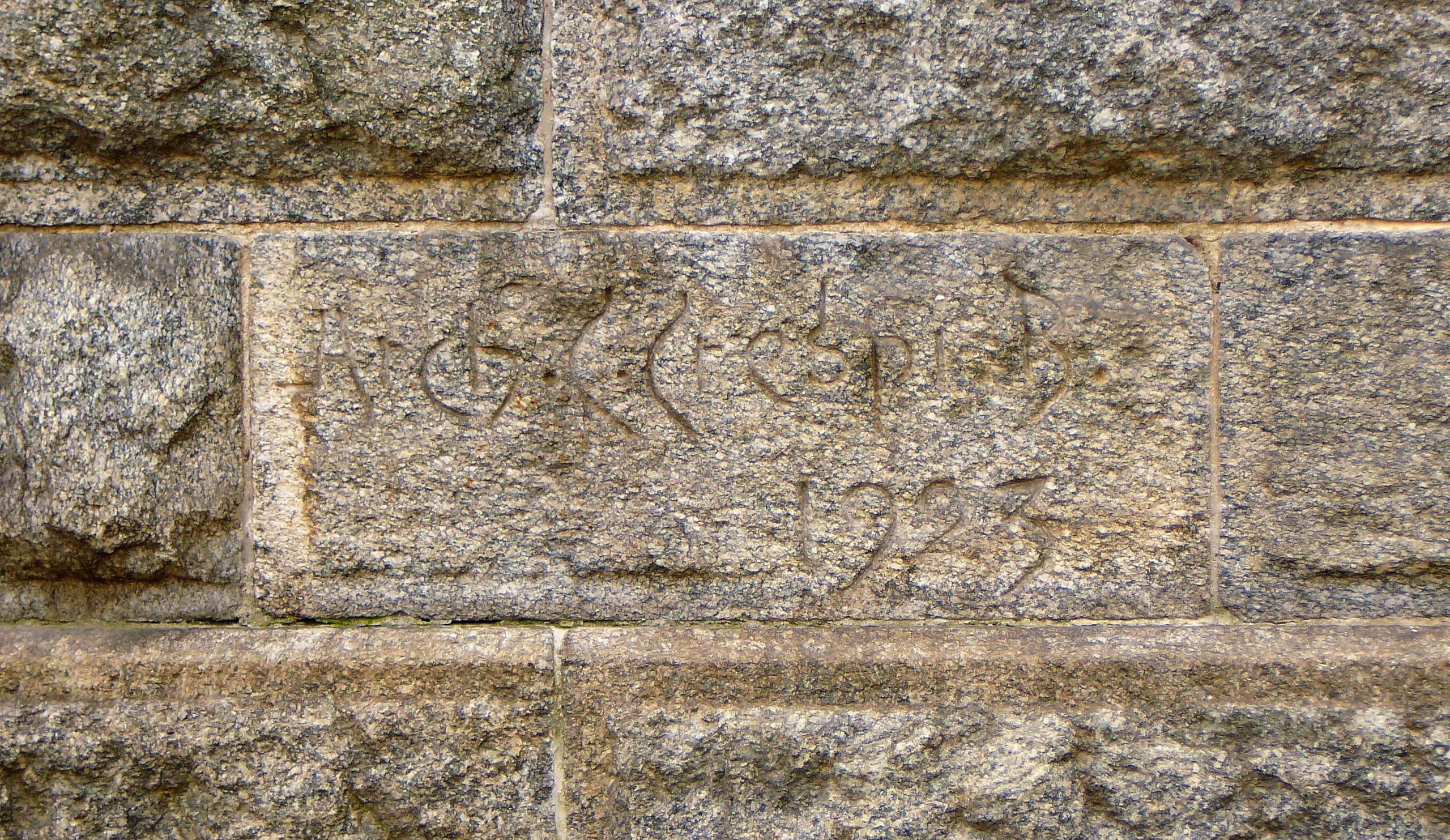
La firma del progettista sulle pietre del basamento della villa.

L'edificio, circondato da un ampio giardino, presenta uno schema planimetrico molto compatto: un volume a pianta quadrata da cui sporgono le parti centrali dei prospetti a sud, est e ovest, dove si aprono gli ingressi della villa. L'ingresso meridionale, collegato a quello settentrionale mediante un ampio corridoio centrale a servizio delle scale del piano rialzato, è enfatizzato da un loggiato la cui copertura funge da balcone per il salone del primo piano. Lo scalone presenta una decorazione dettagliatamente curata, con il soffitto impreziosito da motivi geometrico-floreali. Le pedate sono ricoperte con lastre di pietra rosa decorate sullo spigolo inferiore con un elegante motivo a denti di sega, motivo che, seppur con forme squadrate, si ritrova nelle ghiere sovrastanti le aperture dei corpi sporgenti al piano terra. Questi dettagli richiamano quelli della Villa Ottolini-Tovaglieri, anch'essa opera del Balbi.
Le finestre hanno tutte la medesima sagoma, ma presentano altezze diverse a seconda del piano, così come diversi sono i materiali utilizzati per i conci all'imposta e alla chiave degli archi a tutto sesto: pietra bianca per le finestre del primo piano e pietra grigia per quelle del piano rialzato. Altra caratteristica delle finestre è la ghiera affrescata che contorna gli archi, con quelle del piano superiore alte il doppio rispetto a quelle del piano inferiore.
Altri giochi di colori si ritrovano sul resto delle quattro facciate. Sono ben visibili tre fasce cromatiche ben distinte: un basamento in ardesia, più alto andando verso gli angoli, sovrastato da un'alta fascia centrale di mattoni a vista (come quelli della Villa Ottolini-Tosi, altra opera del Balbi) sopra la quale si trova una fascia di muro rifinito a intonaco affrescato con lievi motivi geometrici.